# Battlefleet Gothic
Battlefleet Gothic (BFG) — настільна гра з мініатюрами, заснована на вигаданому компанією Games Workshop всесвіті Warhammer 40,000.
Battlefleet Gothic відтворює космічні бої між різними расами всесвіту Warhammer 40,000. Гра обертається навколо вторгнення в Готичний сектор (англ. Gothic Sector) Імперіуму флоту під командуванням Абаддона Грабіжника (англ. Abaddon the Despoiler), і протистояння йому Імперського флоту з метою відновити порядок, що стало відомо як Готична війна. Battlefleet Gothic перестала підтримуватися з березня 2013 року.

## Загальний опис
Кораблі в Battlefleet Gothic представлені моделями 2-10 см в довжину. Гра відбувається покроково і складається зі стадій. Для визначення ушкоджень, захисту і тому подібного застосовуються гральні кубики (дайси). Правила та мініатюри були спочатку доступні в магазинах Games Workshop, з 2013 року підтримка гри припинена і правила доступні у форматі PDF з офіційного сайту. Крім того, компанія Forge World випустила численні серії додаткових мініатюр для Battlefleet Gothic.
В грі наявні такі флоти:
- Імперський флот (англ. Imperial Navy) (представлений Готичним бойовим флотом, власне Battlefleet Gothic)
- Хаос (англ. Chaos) (представлений силами Абаддона)
- Орчі пірати (англ. Ork Pirates)
- Елдарські пірати (англ. Eldar pirates)

Додатково Games Workshop випускала флоти:
- Космічні десантники (англ. Space Marines)
- Флоти орчого Waaagh! (англ. Ork Waaagh! fleets)
- Елдари штучних світів (англ. Craftworld Eldar)
- Розбійники темних елдарів (англ. Dark Eldar Raiders)
- Імперія тау (англ. Tau Empire) (включаючи кораблі союзних деміургів, нікассарів та круутів)
- Флоти Рою тиранідів (англ. Tyranid Hive Fleets)
- Нальотчики некронів (англ. Necron Raiders)

## Ігровий процес

### Базові правила
Через неможливість відтворити тривимірний простір космосу на ігровому столі всі дії відбуваються на площині. За бажанням гравців на ігровому полі можуть бути розміщені космічні об'єкти як пилові хмари, астероїдні поля чи планети. Відстані для руху і стрільби відміряються від штирка на підставці одної моделі до штирка іншої. Процес гри відбувається покроково, кожен хід розділений на стадії: рух, стрільба, дальня атака, кінцева стадія. Гравці кидають спеціальні кубики, щоб визначити, наскільки ефективна стрільба кораблів, які ушкодження отримують вороги, як добре командири і їх екіпажі реагують на напругу битви. Всі кубики, що використовуються в грі, мають шестигранну форму (D6). Для перевірки сектору обстрілу кораблів, визначення, яку зброю можна застосувати проти ворога, використовується Опорний Компас — круглий шаблон з отвором посередині.
Більшість кораблів мають власні назви. Вони володіють такими характеристиками як: клас, лідерство (професійність екіпажу), стійкість до влучань, швидкість польоту, швидкість повороту, енергетичні щити, броня, озброєння, протиторпедний захист, дальність атак, вогнева міць, сектор обстрілу.
Існує шість спеціальних наказів, що дозволяють кораблю значно ефективніше виконувати деякі функції, наприклад переміщення в просторі із значно більшою швидкістю, здатність вистрілити два рази за хід і т.д.
У деяких сценаріях одному з гравців дозволяється вибрати планетарну оборону як частину його сил і обороняти планету від нападів ворожого флоту. У планетарну оборону входить: збройні супутники, планетарні батареї і космічні платформи, а також космічні мінні поля.
Книга правил до гри містить опис правил, всесвіту гри, 10 готових сценаріїв і карти підсекторів Готичного сектора галактики.

### Види кораблів
Кожен з кораблів, які беруть участь у битві, може мати різні можливості, так що вони поділені на такі типи: лінійні кораблі, крейсери і ескортні судна.
Лінійні кораблі або лінкори (англ. Battleships) — найбільші кораблі для ведення війни в космосі, вони можуть витримувати серйозні пошкодження і нести види зброї, здатні знищувати невеликі планети. Через великі розміри потребують підтримки інших кораблів.
Крейсери (англ. Cruisers) — маневрені, добре озброєні кораблі здатні до дії далеко від своїх баз протягом тривалих періодів. Використовуються для глибокого патрулювання, блокад і здійснення набігів глибоко в тил ворога. Крейсери — основний тип космічних суден, що використовуються в битвах.
Ескортні кораблі (англ. Escort Sips) — військові кораблі різних типів (наприклад, фрегати) в будь-якому флоті, вони є швидкохідними, легкоозброєними й здатними супроводжувати вадкіші кораблі, щоб захистити їх від торпедних атак противника, і відбити напади ворожих суден. Вони також використовуються для незалежних дій, як розвідка, для блискавичних ударів по ворогу, і переслідування піратів.

## Адаптації
- Battlefleet Gothic: Armada (2016) — стратегія в реальному часі, видана 21 квітня 2016 року[2]. На відміну від настільного прототипу, битви в ній відбуваються в реальному часі, але збережено основні риси та ігрові умовності. В цій відеогрі гравець виступає в ролі конкретного персонажа, адмірала Спайра.
- Battlefleet Gothic: Armada II (2019) — стратегія в реальному часі, видана 24 січня 2019 року. Присвячена подіям кампанії «Падіння Кадії» для настільної Warhammer 40,000[3].